# Comuna Andriivka, Oleksandria
Andriivka (în ucraineană Андріївка) este o comună în raionul Oleksandria, regiunea Kirovohrad, Ucraina, formată din satele Andriivka (reședința), Mala Berezivka, Rojeve, Stepanivka și Surhanî.

## Demografie
Componența lingvistică a comunei Andriivka
     Ucraineană (93,3%)
     Rusă (5,98%)
     Alte limbi (0,36%)
Conform recensământului din 2001, majoritatea populației comunei Andriivka era vorbitoare de ucraineană (93,3%), existând în minoritate și vorbitori de rusă (5,98%).